# Noordwest (provincie)
Noordwest (Tswana: Bokone Bophirima, Afrikaans: Noordwes, Engels: North West) is een provincie in Zuid-Afrika. Ze telt 3.509.953 inwoners (2011). De hoofdstad is Mahikeng. Het ontstond na het einde van de Apartheid in 1994. Noordwest bestaat uit delen van de vroegere Transvaalprovincie, de Kaapkolonie en de voormalige bantoestan Bophuthatswana.
Van de bevolking is 90% Zwart, 7% Blank, 2% Kleurling en 1% Indisch of Aziatisch.
De belangrijkste huistalen zijn 62% Tswana, 9% Afrikaans, 6% Zuid-Sotho, 5% Xhosa en 4% Tsonga.

## Indeling
De Provincie Noordwest bestaat uit 4 districten die op hun beurt nog eens zijn verdeeld in 18 lokale gemeenten.
- District Bojanala Platinum
  - Moretele
  - Madibeng
  - Rustenburg
  - Kgetlengrivier
  - Moses Kotane
- District Dr Ruth Segomotsi Mompati
  - Naled
  - Mamusa
  - Groter Taung
  - Kagisano-Molopo
  - Lekwa-Teemane
- District Ngaka Modiri Molema
  - Ratlou
  - Tswaing
  - Mahikeng
  - Ditsobotla
  - Ramotshere Moiloa
- District Dr Kenneth Kaunda
  - JB Marks
  - Matlosana
  - Maquassi Hills

## Politiek
De wetgevende macht wordt gevormd door de Provinciale Wetgevende Macht die bestaat uit 33 zetels. De grootste partij is het Afrikaans Nationaal Congres (ANC) met 21 zetels. De oppositie wordt gevormd door een drietal partijen: de Economische Vrijheidsstrijders (EFF) (6), de Democratische Alliantie (DA) (4) en het Vrijheidsfront Plus (FF+) (2). Voorzitter van het parlement is Sussana Dantjie van het ANC. Zij werd in 2014 in deze functie gekozen en in 2019 herkozen.
Uit het midden van de Provinciale Wetgevende Macht wordt een regering (Uitvoerende Raad) gekozen met aan het hoofd een premier. De huidige premier is Job Mokgoro die in 2019 aantrad.
Gauteng · KwaZoeloe-Natal · Mpumalanga · Limpopo · Noord-Kaap · Noordwest · Oost-Kaap · Vrijstaat · West-Kaap

Voormalige provincies (1910-1994):
Kaapprovincie · Natal · Oranje Vrijstaat · Transvaal 
 Mandaatgebied (1915-1990): Zuidwest-Afrika